# 民俗学
民俗学（みんぞくがく、英語: folklore studies / folkloristics）は、学問領域のひとつ。高度な文明を有する諸国家において、自国民族の日常生活文化の歴史を、民間伝承をおもな資料として再構成しようとする学問で、民族学や文化人類学の近接領域である。

## 概要
民俗学は、風俗や習慣、伝説、民話、歌謡、生活用具、家屋など古くから民間で伝承されてきた有形、無形の民俗資料をもとに、人間の営みの中で伝承されてきた現象の歴史的変遷を明らかにし、それを通じて現在の生活文化を相対的に説明しようとする学問である。
この学問は、近代化によって多くの民俗資料が失われようとするとき、消えゆく伝統文化へのロマン主義的な憧憬やナショナリズムの高まりとともに誕生した若い学問であり、日本もその例外ではない。日本の民俗学は、ヨーロッパ特にイギリスのケンブリッジ学派の強い影響をうけて、柳田國男や折口信夫らによって近代科学として完成された。通常はfolkloreの訳語とされるが、folkloreは民間伝承（民俗）それ自体をも指すため、英語圏では民俗学をFolklore-StudiesやFolkloristicsと呼ぶことも少なくない。
人間の生活には、誕生から、育児、結婚、死に至るまでさまざまな儀式が伴っている。こうした通過儀礼とは別に、普段の衣食住や祭礼などの中にもさまざまな習俗、習慣、しきたりがある。これらの風習の中にはその由来が忘れられたまま、あるいは時代とともに変化して元の原型が分からないままに行われているものもある。民俗学はまた、こうした習俗の綿密な検証などを通して伝統的な思考様式を解明する学問でもある。

## 学問としての諸特徴
時代や学者によってその定義は多岐にわたるが、大まかにいえば以下のような特徴を持つ学問である。
1. 研究の目的は、ある民族の伝統的な文化、信仰、風俗、慣習、思考の様式を解明することにある。また、こうした対象の歴史的変遷とともに、時代を遡りながらその原初形態を明らかにしようとする傾向を持つ。
2. 研究の対象が自民族の基層文化である場合は、他民族の事例を自民族の研究の補助材料として使う場合が多い。
3. 研究の手法として、文献資料のほか、現代社会に残存する文化・風習・思考の様式を重視する。このためフィールド・ワークによる材料収集を行う。
4. 未開であると考えられる他民族の文化・風習・思考の様式を、人間のプリミティブな精神活動のあらわれであると考え、これを研究上の材料または補助材料とすることも多い（この点について、現在ではポストコロニアルな考えから批判が行われることがある）。「未開」と「古代」（始原）の同一視は民俗学の特色のひとつである。
5. 現代人が無意識のうちに行っていること、あるいは合理的な説明をつけながら行っていることのなかに、古代的な意味を見出す、という型の研究が多い。
6. 日本では文学研究・批評に大きな影響を与えており、この点で文化人類学・民族学とは異なった特色がある。
7. 特に日本の民俗学研究にあっては、その初期に大きな影響を与えた柳田國男、折口信夫の二人が強烈な個性の持主であり、西欧渡来の学問の手法を消化して日本独自のフォークロアを完成させたため、「柳田学」「折口学」といった名で呼ばれることもある。また、柳田自身、「新国学」と称して民俗学の体系化を試みており、近世以来の国学の影響も強い。
8. 日本民俗学は「在野の学」と表現され、他の諸学問と比較したときに最も特異とされる特徴でもある。これは在野とアカデミズム（民俗学を職業としているか否か）を区別しない、学歴や職業にかかわらず民俗事象に興味関心のある者は誰でも参加できる学問、といった感覚で用いられている。これらのことから、通常「在野の民俗学者」という言い方がされることは少ない（逆に「大学の民俗学者」という言い方がされることがある）。

## 民俗学史
日本で民俗学といった場合、一般には日本民俗学を指すが、海外を見ると19世紀の欧米を中心として、多くの国で民俗学に相当する学問が誕生している。誕生の経緯は国ごとの政治的社会的状況や民族学（文化人類学）等との関係によって多様である上に、他の社会科学のように国際的な交流が盛んではなく各国独自の進展をしてきたこともあって、一概に民俗学の歴史を語ることはできない。

### ヨーロッパの民俗学
ヨーロッパで民俗学的な関心が高まった背景には、主にフランス革命による近代化と都市化、あるいは資本主義化による急激な社会変化を前に、消えゆく伝統文化へのロマン主義的な憧憬や民族意識の高まりが存在する。

#### イギリス、フランス民俗学
イギリスでは1846年に、作家のウィリアム・トムズ（William John Thoms）がドイツ語のフォルクスクンデを英語に訳してフォークロアfolkloreの術語を提唱し、古代文化の名残や民謡などを対象に民俗研究の草分けとなったが、学問の組織化としては、1878年にジョージ・ゴム（George Laurence Gomme）らがロンドンに“Folklore Society"（民俗学協会）を設立した時期を端緒とする。進化主義人類学が波及力を持っていた19世紀末のイギリスでは、民俗学も庶民の習俗に見るキリスト教以前の残存（Survival）を対象にするとともに、自民族のみならず海外植民地を関心に入れるなど、人類学との近接性が顕著にみとめられる。それは1885年に民俗学の協会が設立されたフランスも同様であり、20世紀初頭にかけてサンティーヴ（Pierre Saintyves）、ロベール・エルツ（Robert Hertz）、レヴィ＝ブリュル（Lucien Levi-Bruhl）、ファン・ヘネップ（Arnold van Gennep）といった学者が、近代的な民俗学・人類学研究を進めた。彼らのアプローチに異同はあるにせよ、民間伝承の起源を遡及し原始的な民族心理の究明を重視する点では概ね共通している。またエルツやレヴィ＝ブリュルはモース（Marcel Mauss）やデュルケーム（Emile Durkheim）などと近く、ファン・ヘネップも後にターナー（Victor Turner）へ影響を及ぼすなど、人類学や社会学と不可分の位置にあったこともフランスの民俗学研究の特徴だった。

#### ドイツ民俗学
一方、ヨーロッパにおいて最も盛んに研究が行われてきたドイツでは、民俗学はフォルクスクンデ（Volkskunde）と呼ばれ、フォルク（ドイツ民族／ドイツ国民）に共通する精神の発見という民族主義的な色彩が濃い学問であった。もともとドイツ語圏では哲学者のヘルダー（Johann Gottfried Herder）が民族の魂の発露としての民謡の概念を提唱し、次いで昔話収集や古法・法諺の研究で有名なグリム兄弟らが、ドイツロマン主義を背景に神話学としての民俗学への道筋を敷き、それは時代風潮とも合って、一種のブームとなった。そのためロマン派のドイツ民俗学はゲルマニスティク（ドイツ語学・文学研究）との重なりが強かった。その傾向に異を唱えたのは、1850年代のヴィルヘルム・ハインリヒ・リールであった。リールは、ロマン派の民俗学が珍習奇俗の収集とそれを神話との関係で読み解く好事家的な方向にあることを批判し、現実の民衆生活を体系的に把握すべきことを説いた。特に「学問としてのフォルクスクンデ」が重要であるが、ドイツ民俗学の関係者がリールに注目するようになるのは20世紀に入ってからであり、リール自身はグリム兄弟との接触もなく、また生前には民俗学の人脈とはほとんど無関係であった。後にリールはドイツ民俗学の指標とされるようになるが、他方、リールの思想の保守性や反動的性格を指摘する声も根強く、評価をめぐって何度も論争が起きた。
1891年にはグリム兄弟の晩年の弟子でもあるカール・ヴァインホルト（ベルリン大学教授）がベルリン民俗学会を基礎に民俗学協会の設立へと軌道を敷き、それが後に今日のドイツ民俗学会となった。ドイツでは19世紀後半から民俗学が盛んになり、研究組織や愛好団体が多数あったが、統一的組織はなく、その意味でドイツ民俗学会の設立はドイツ民俗学の展開においてエポックとなった。ヴァインホルトはドイツ語史や方言研究を専門とするドイツ語学教授で、グリム兄弟の神話を民俗学の方向へ伸ばし、民俗学を学問へ発展させるべく学会機関誌として『民俗学誌』の刊行も始めた。
20世紀前半には、ハンブルク大学において初めて大学での民俗学ポスト（ただし、設置者の構想ではハンブルク都市史に重点があった）に就いたオットー・ラウファー（Otto Lauffer）、ロマン派の民俗学との決別を劇的に表現したスイスのエードゥァルト・ホフマン＝クライヤー（Eduard Hoffman-Krayer）、上層文化／下層文化の二層論を提示したナウマン（Hans Naumann）、心理学的方法を提唱したアードルフ・シュパーマーなど多くの理論家が生まれた。
しかし現行の習俗を古代との連続性（Kontinuität）があるものと捉え、農村生活や農民に原初のドイツ民族精神を見出そうとする傾向をもつ民俗学は、本質的に民族主義的な政治イデオロギーに取り込まれやすい性格を有しており、1933年以降の国家社会主義時代には国民統治および人種主義の国策学問へと取り込まれていった。ナチス政権下の国策民俗学機関として「ローゼンベルク機関」と「アーネンエルベ（祖先の遺産）」が組織され、ゲルマン民族の遺産の解明のためあらゆる資料が集められ、その中には荒唐無稽な偽古文書も含まれ、オカルティックな偽史までが国策に利用されていった。ナチス党員としてプロパガンダ作成や民俗行事の創出に積極的に関わった学者は必ずしも多くはなく、熱狂的となったのは若手や少壮が中心で、彼らはまたナチ・エリートでもあったが、他の大半の研究者も批判的視点をもつには程遠く、思想的にナチズムと同質・同根の要素をかかえていたのが実態であり、それだけに問題は根深いものがあった。そうした体質が、戦後、何度か波をつくりながら批判されることになった。戦後の西ドイツ民俗学界は、学問としての信頼を失ったフォルクスクンデを自己批判することを原動力に、再出発を図ることになる。ミュンヘンではハンス・モーザーとカール＝ジーギスムント・クラーマーが中心となり、民族主義との親和性の高い過去遡及型の方法を放棄し、より実証的な歴史民俗学への道を模索した。
現行の民俗事象の把握では、テュービンゲン大学のヘルマン・バウジンガーが最初の主要著作『科学技術世界のなかの民俗文化』（1961年刊）において、科学的な技術機器と常に身近に接する生活のあり方こそ近・現代の生活文化の基本であるとの観点に立ち、逆に伝統文化や伝承には一種の異質性とそれゆえの吸引力があることに着目して、民俗学の背景となっていた、伝統・伝承に基底的なものを見てきた従来の通念を覆すような理解の構図を提示した。またこれに理論的な支柱を得てハンス・モーザーがフォークロリズム（フォークロリスムス、Folklorismus）の概念を提起し、さらにバウジンガーが補強したことによって、観光化された祭り・イベントや新たに創出される習俗を民俗学の対象に取り込むことが大幅に進展し、変化しにくいとされる伝統習俗に固執する旧い民俗学からの脱却が図られた。
バウジンガーは、1971年、テュービンゲン大学の研究所からフォルクスクンデの名称を廃し、代わりにInstitut fur Empirische Kulturwissenschaft（経験的[型]文化研究所）の名を冠した。このように1970年代以降のドイツ民俗学では、戦前の清算を象徴するようにフォルクスクンデの名が消えつつあり、同時にその方法も文化人類学や歴史社会学など、社会科学寄りへと大きく変容し、また近年ではEUが日常生活の次元でも枠組みとなる趨勢もあって、マールブルク大学を先駆けとするヨーロッパ・エスノロジー／フォルクスクンデの二重名称を採用することが多くなっている。日本でも、ドイツの動きに刺激されて、民俗学の名称への疑問が起きている。ただし、学問名称をめぐっては、ドイツ民俗学の研究者河野眞は、ドイツ語の「フォルクスクンデ」は一般語であると共に、＜民の覚え＞といった古めかしくもあれば馴染みやすくもある語感をもち、それゆえ言葉が独り歩きして混乱を大きくした面があること、それに対して日本語の「民俗学」は民俗研究をもっぱら指す造語の性格にあり、その違いを見ると、学問名称の当否に関するかぎり日本語の場合大きな問題ではなく、むしろドイツ民俗学界において名称変更を機になされた議論の中身に注目すべきであると説いている。

### 日本民俗学
日本での民俗学は近世における国学や本草学にも源流が見られるが、本格的な研究が開始されたのは19世紀末である。一つの嚆矢となるのは坪井正五郎が東京人類学会を立ち上げた1886年であり、民族学・民俗学・自然人類学・考古学等を包含する「人類学」の研究として、「土俗」の調査が行われるようになった。一方、新渡戸稲造らと村落研究の勉強会を行っていた農商務省官僚の柳田國男は、1909年、宮崎県椎葉村で聞き書きした狩猟の話を「後狩詞記」（のちのかりのことばのき）として自費出版し、柳田民俗学の第一歩を踏み出す。1913年からは雑誌『郷土研究』を創刊するとともに、当時イギリス留学から帰国した南方熊楠にゴム編『The handbook of folklore（民俗学便覧）』を借り受け、それまで余技の道楽ととらえていた民俗学を学問として体系化する道筋をつけたのである。
ヨーロッパのフォークロアやエスノロジーが、残存の概念によって古代との連続性を持った基層文化を明らかにしようとするのに対して、柳田は人々の生活向上を初期のモチベーションに、民俗学の目的は常民生活の歴史的変遷と同時代の生活文化との関係を考察することにあると考えていた。柳田が民俗学を構築しようとした意図は重層的であり、一つには庶民の生活史を看過する既存の文献史学へのアンチテーゼとして、二つには進化主義的な民族学や「土俗学」との棲み分けとして、三つには地方改良運動に代表される当時の国内文化政策への対抗言説として等、時代状況を反映したさまざまな企図がもくろまれていたとされる。
1935年には柳田を中心に「民間伝承の会」が設立され、機関誌の発刊や民俗学講習会が行われた。またこの時代に柳田は概説書を精力的に執筆しており、学説史の中では学問としての組織や方法が整った1930年代半ばを民俗学の完成時期と見なすのが一般的である。1949年、「民間伝承の会」は日本民俗学会と改称され、この頃から大学にも民俗学の講座が設置されるようになった。それまでの民俗学は柳田邸で行われる木曜会や雑誌上において柳田が学徒を直接指導し、その成果が子弟を通じて全国に広まっていくという意味で、アカデミズムの枠外で展開した一種の運動体だったが、戦後の学制の中では國學院大學や東京教育大学、成城大学などにおいて専門教育が開始されることにより、現在にまで至る教育・研究の制度的枠組みが誕生した。また神奈川大学ではアチック・ミューゼアム（日本常民文化研究所）が移設設置され民俗資料学が研究されている。

## 民俗学研究法
民俗学の調査手法としては、庶民の生活を総体的に把握するという目的を果たすため、農山漁村を中心とした集落に滞在し、聞き取り（聞き書き）調査や紙資料を含む文字資料（金石文、棟札など）の収集、建築物や民具など物質文化の記録、あるいは生業、共同労働、年中行事、人生儀礼などの場への参与観察、そして民俗誌の記述が主体となる。フィールドワークの蓄積からエスノグラフィーを描くことを重視するという意味では文化人類学の手法に近似するが、マリノフスキー以降の近代人類学が研究者個人による数ヶ月〜数年の長期滞在調査を基本とするのに対し、民俗学では数日〜数ヶ月スパンの中短期調査を繰り返し行うことが多く、また複数研究者による共同調査が実施されることも多い。
初期の民俗学では日本各地から集められた民俗資料を類型化・比較し、日本全体の枠組みの中で民俗事象の歴史的変遷を明らかにするという「重出立証法」が採られた。ジョージ・ゴム（George L. Gomme）の著作を元に柳田國男が提唱したこの方法論は長く民俗学の基礎理論だったが、一方では山口麻太郎や和歌森太郎などからは民俗の地域性を過小評価する方法論だとする批判意見も出された。学説史の中で最も影響力のある批判は福田アジオによるもので、民俗を日本全体での比較ではなく、それが伝承される村落や信仰組織等と切り離さずに分析すべきという「個別分析法」を提唱した。構造機能主義人類学の影響が色濃い福田の方法は、村落社会において民俗を捉え、それが生活の中で相互に連関しながら全体として有している意味を明らかにしようとする。民族全体のスケールの大きい歴史を追ってきたそれ以前の民俗学に比べ、福田の方法論は小規模集落（ムラ）の歴史それ自体をより実証的に描こうとする点に特色があり、同世代の宮田登が提唱する地域民俗学とともにポスト柳田民俗学の方法論として影響した。
民俗学は文化人類学や社会学、宗教学、歴史学など多くの分野と密接に関連しており、ライフヒストリー研究やパフォーマンス理論、社会史、身体論等、研究対象によってはそれらの分野に通じる方法論が用いられることも多々ある。研究方法は分析的（Analytical）というよりは記述的（Descriptive）であり、対象へのインテンシブな調査を元に厚い記述（ギルバート・ライル）を目指す、いわゆる質的研究の一つに位置づけられる。

## 研究対象と資料
- 生活（衣食住、民具）
- 風習（家族制度、社会制度、通過儀礼、社会集団、生業と産業、四季の行事、まつり、遊技・競技・娯楽）
- 説話・歌曲・俗諺（伝説とお伽話、俗曲・俗謡、諺・謎、諺詩・俚諺）
- 信仰（神道、仏教、霊魂と来世、妖怪変化、予兆と卜占、魔術、病気と民間療法）

上に掲げた伝承されてきたさまざまな民俗事象が、民俗学の研究対象として説明されることが多いが、ドイツの民俗学者ハンス・ナウマン（Hans Naumann）は、民俗学の研究対象を「基層文化」すなわち、表層文化に対して、素朴で集団的、また類型的な日常的生活文化、伝承性の濃厚な文化としている。いずれにせよ、上に掲げたそれぞれは、民俗学における基本的な資料となっており、その意味から民俗資料と称される。
「民俗資料」の語の使用は、柳田國男が最初であり、折口信夫も用いているが、2人とも当初からはっきりした規定をしているわけではなかった。ただし、柳田は『民間伝承論』のなかで、
1. 目に映ずる資料＜体碑＞…たとえば研究者が旅行の途中でも観ようとすれば可能な、形をとった事物行為伝承
2. 耳に聞こえる言語資料＜口碑＞…多少とも地元の言葉に通じて、耳を働かさなければつかみ得ない口頭伝承。言語芸術。
3. 心意感覚に訴えてはじめて理解できる資料＜心碑＞…旅人ではつかむことの不可能な、同郷人、同国人の感覚によらなければ理解できない類の心意伝承。

という三分法の類別を提示しており、さらにこれを、1.有形文化・生活技術誌―旅人の学、2.言語芸術・口承文芸―寄寓者の学、3.生活解説・生活観念・生活の諸様式―同郷人の学、というように趣旨説明している。
いっぽう折口は、
1. 周期伝承（年中行事）
2. 階級伝承（老若制度・性別・職業・生得による区別）
3. 造形伝承
4. 行動伝承（舞踊・演劇）
5. 言語伝承（諺・歌謡・伝説説話）

という民俗資料の分類をおこなっている。
はば広く「民俗資料」の語が一般に定着し、明確な概念規定が法令上なされたのは、1954年（昭和29年）の「文化財保護法」の第一次改正において「衣食住、生業、信仰、年中行事等に関する風俗慣習及びこれに用いられる衣服、器具、家屋その他の物件でわが国民の生活の推移の理解のため欠くことのできないもの」として文化財のひとつとして保護の対象となって以来であった。以後、文化庁文化財保護部（現在の文化財部）によって「無形の民俗資料記録」なども編まれるに至っている。
「民俗資料」の名称とともに、そのなかで資料価値の高いものが文化財となって、保護の対象となりうることの了解が社会で広がり、今日では文化財の分類名称としての「民俗資料」は「民俗文化財」と改称されている。その一方で、現代では、文化財の指定の有無とは関係なく、民俗学において、庶民の生活史の推移の理解のために必要な伝承資料全般を民俗資料と呼称している。

## 日本民俗学の変化
都市化によって民俗学が主たるフィールドとしてきた閉鎖性の高い農村は実質的に消滅し、一見伝統的な生活様式を保っているように見える地域にも、過疎化や観光開発、産業構造の変化等、古いタイプの民俗調査ではカバーしきれない状況が生まれつつある。また民俗学の黎明期には日本の人口の多くを占めてきた農村人口も、現在では都市人口に圧倒され、都市住民および都市の生活様式が一般性を持つに到った。こうした対象の変化に対して、現代の民俗学はさまざまな新分野を開拓しつつある。
「民俗の消滅」が盛んに議論された1970年代〜80年代にかけては、都市民俗学のブームやアメリカ民俗学の影響を受けた都市伝説研究の隆盛が見られた。また1990年代以降は観光人類学の影響を受けた地域開発・観光化の研究、文化財制度の研究等、現代社会のシステムと地域の関係を問う動きが増加する。更に同時期には国民国家論批判の文脈から柳田國男の民俗学観の批判的検証が盛んに行われ、柳田民俗学が中心的に扱ってこなかった漂泊民などのいわゆるサンカ、「非常民」、性を主題とする研究に焦点が当てられることも増加した。
また、韓国や台湾、中国、モンゴル、東南アジアなどで比較民俗学の観点から実地調査を行ったり、ヨーロッパの村落を調査する試みも現れている。

## 在野の学としての日本民俗学
戦後学問としての民俗学の体系がおおよそ完成し、大学などにおける研究が盛んになったが、民間における研究活動が収縮したわけではなく、「在野」と「アカデミズム」が混在または並立する日本民俗学独特の研究体制が存在する。
「在野」においては、戦前から日本各地に地方学会と呼ばれる学会、研究会が組織され、地域に根ざした研究活動がなされており、日本民俗学の大きな一角を担っている。会名に都道府県名を冠した団体が多い。石仏（石造物）、特定の宗派などの専門特化した研究団体も多く設立され、地域、分野など様々な切り口で研究がなされており、自治体誌編纂や文化財調査にも活用されている。
大学においては、民俗学関係の大学院教育が充実さを増し、國學院大學、筑波大学（1975年）、成城大学（1973年）、神奈川大学（1921年アチック・ミューゼアム（日本常民文化研究所）の移設）などが著名である。また、1950年代に正規の学科、研究科のほかに学生や卒業生、教職員などを対象にした研究会、学生サークルが多く設立された。正課授業などと連携して研究や教育が積極的に行なう方法や（國學院大學、成城大学などの学生サークル）、民俗調査（民俗採集）や資料収集に特化するなど、形式、目的は様々だが、いずれも民俗資料収集や研究者養成に大きく貢献するなど、日本民俗学界において重要な地位を占めている。
研究団体の多くは、入会に際して職業、学歴、住所等を問われないのが一般的であり、日本民俗学会も民俗学に興味がある、会費納入などの一般的な条件を除いては会員資格を特に定めていない（ただし、会員による紹介と理事会の承認が必要とされている）。これには、会員資格を特に定めないことにより、民俗事象に関心があるという以外に共通項がない者同士の横のつながりを持たせるという機能がある。研究を行う者の職業は、民俗学の研究を職業としている者のほかにも様々であり、学生や大学等の研究者の中には民俗学を専門にしていない者もいる。これにより、学会などでの発表や会合で名乗る肩書きは、在住都道府県名と氏名を名乗ることが慣習として行われてきたが、最近では在籍研究機関名を名乗る者も出てきている。
「民俗学研究者」の定義も曖昧で、日本民俗学の中心的な機関は日本民俗学会であり、本格的研究を行なっている者はほぼ会員になっている（同学会の歴史に柳田が大きく関わっているため“反柳田”的な研究者の中にはあえて入らない者もいる）が、事実上、日本民俗学会会員＝民俗学者という構図が暗黙の了解として存在していた。これ以外には、地元の源義経や弘法大師の伝説などを研究している者や、「郷土史家」と呼ばれる者の中にも民俗学研究者を名乗る者がおり、誰でも“研究者”を名乗れてしまう問題もある。なお、同学会の会員では、会員名簿の情報の範囲において、近年は大学等の研究者、博物館学芸員、文化財関係者などの割合が増えている。また、現在の同学会の役員は、ほぼ全員が大学等の研究者であり、必然的に大卒以上の学歴を所持している。
研究を始めるきっかけも様々で、単純に自らの住む地域の文化・風習に興味を持ったというものから、他分野（社会学・歴史学・経済学・農学等）の研究者・出身者が隣接分野として興味を持ち始めるもの、民俗事象に関連がある趣味（歴史散策、旅行、鉄道、登山、神社仏閣めぐりなど）を通じて興味を持ち始めるものなど多種多様である。また、大学生が民俗学関係の大学・研究室・サークルに入った理由としては、「田舎が好き」、「妖怪や都市伝説に興味がある」、「民謡、昔話が好き」、「博物館に就職したい」などを挙げる者が多く、入学当初に学問体系としての民俗学自体に関心がある者は比較的少ない。
民俗学界において在野性やアカデミズムに関する議論は、職業などによる区別（差別）、日本民俗学史上の多くの民間研究者の功績などの問題があるためあまりされてこなかった（最近では2005年の第57回日本民俗学会年会において「野の学問とアカデミズム」がテーマとして取り上げられた）。議論を間違えると、学歴や職業によって対立が起こりかねない。また、大学等の研究者の中にはこの在野性を嫌うものもおり、これらを排除して大学などに所属する職業民俗学者のみを民俗学研究者とする「普通の学問」にすべき、考古学や天文学のように民俗学者と民俗学ファンといった形でたとえ緩やかにでも区分すべきという論調も見られる。
在野性を帯びるという特性から、大学関係者を除いて上下関係や師弟関係もほとんど無く、他分野の研究者からは自由な学風と評されることも多い。しかし反面、“みんなで研究”という雰囲気や、特に地方学会において学術研究的思考や論文執筆に不慣れな者が多いことから、情緒的、趣味的と揶揄されたり、妖怪や方言、民謡、昔話といった“素人受け”をする分野を抱えることなどから、民俗学を非科学的なイメージで捉える者も少なからずいる。また、他の学問分野や諸趣味、海外の民俗学界などと連携や共有できる部分が多くあるものの、これまではあまり積極的にされてこなかった。日本民俗学界は、これからは社会の変化に対して民俗学がどうあるべきかといった議論はもちろん、こうした他分野や社会とどういった関わりを持つことが出来るのか模索していくことになる。

## 日本の代表的な民俗学者
- 赤坂憲雄
- 赤田光男
- 赤松啓介
- 網野善彦
- 荒木邦夫
- 石塚尊俊
- 伊波普猷
- 岩井宏實
- 岩﨑竹彦
- 大間知篤三
- 大月隆寛
- 大島建彦
- 大藤時彦
- 小野重朗
- 岡正雄
- 折口信夫

- 神野善治
- 川合勇太郎
- 小井川潤次郎
- 小松和彦
- 五来重
- 今和次郎
- 櫻井龍彦
- 桜井徳太郎
- 桜田勝徳
- 下野敏見
- 渋沢敬三
- 白石昭臣

- 菅豊
- 菅江真澄
- 鈴木岩弓
- 関敬吾
- 瀬川清子
- 新谷尚紀

- 高群逸枝
- 高取正男
- 竹田旦
- 武田明
- 神島二郎
- 神崎宣武
- 後藤総一郎
- 竹内利美
- 武田豊四郎
- 近藤雅樹
- 田中忠三郎
- 谷川健一
- 千葉徳爾

- 中桐確太郎
- 中山太郎
- 西村真次
- 野村純一
- 野本寛一
- 早川孝太郎
- 福田晃
- 福田アジオ
- 古野清人
- 南方熊楠
- 宮田登
- 宮本常一
- 宮本馨太郎

- 政岡伸洋
- 倉石忠彦
- 篠原徹
- 川村邦光
- 乾武俊
- 飯島吉晴
- 祝宮静
- 内藤正敏
- 西垣晴次

- 柳宗悦
- 柳田國男
- 和歌森太郎
- 吉岡郁夫
- 吉野裕子

## 日本の代表的な民俗学研究団体
- 日本民俗学会
- 現代民俗学会
- 日本民俗音楽学会
- 日本民俗建築学会
- 日本山岳修験学会
- 民俗芸能学会
- 日本民具学会
- 西郊民俗談話会
- 山村民俗の会

- 成城大学民俗学研究所
- 成城大学民俗学研究会
- 國學院大學民俗学研究会
- 中央大学民俗研究会
- 神奈川大学日本常民文化研究所（神奈川大学）
- 柳田國男記念伊那民俗学研究所（長野県）
- 近畿大学民俗学研究所

- 青森県民俗の会（青森県）
- 秋田民俗学会（秋田県）
- 東北民俗の会（宮城県）
- 茨城民俗学会（茨城県）
- 相模民俗学会（神奈川県）
- 埼玉民俗の会（埼玉県）
- 長野県民俗の会（長野県）
- 新潟県民俗学会（新潟県）
- 美濃民俗文化の会（岐阜県）
- 加能民俗の会（石川県）

- 伊勢民俗学会（三重県）
- 滋賀民俗学会（滋賀県）
- 京都民俗学会（京都府）
- 近畿民俗学会（大阪府）
- 岡山民俗学会（岡山県）
- 広島民俗学会（広島県）
- 土佐民俗学会（高知県）
- 宮崎県民俗学会（宮崎県）
- 鹿児島民俗学会（鹿児島県）
- 沖縄民俗学会（沖縄県）

## 関連文献
- 福田アジオ『日本の民俗学「野」の学問の二〇〇年』吉川弘文館、2009年2月、ISBN 9784642080248
- 福田アジオ『現代日本の民俗学　ポスト柳田の五〇年』 吉川弘文館、2013年12月、ISBN 9784642080989
- 新谷尚紀『民俗学とは何か　柳田・折口・渋沢に学び直す』吉川弘文館、2011年4月、ISBN 9784642080538
- 新谷尚紀『柳田民俗学の継承と発展』吉川弘文館、2005年3月、ISBN 9784642081870
- 香月洋一郎『記憶すること・記録すること 聞き書き論ノート』 吉川弘文館・歴史文化ライブラリー、2002 ISBN 9784642055451、オンデマンド版 ISBN 9784642755450